# Marija Paziun
Marija Wasiliwna Paziun (ukr. Марія Василівна Пазюн; ros. Мария Васильевна Пазюн, Marija Wasiljewna Paziun; ur. 17 lipca 1953 we wsi Dziuńków) – ukraińska wioślarka reprezentująca ZSRR, srebrna medalistka olimpijska i czterokrotna medalistka mistrzostw świata.

## Kariera
Wystąpiła na igrzyskach olimpijskich w Moskwie w 1980, gdzie osada ZSRR w składzie: Olha Pywowarowa, Nina Umaneć, Nadija Pryszczepa, Walentina Żulina, Tetiana Stecenko, Ołena Terioszyna, Nina Preobrażenśka, Marija Paziun i sterniczka Nina Frołowa zdobyła srebrny medal w ósemkach. W wyścigu finałowym uplasowały się o 0,97 sekundy za osadą NRD i o 1,34 sekundy przed osadą Rumunii. Był to jej jedyny start olimpijski.
W ósemkach wywalczyła również złoto na mistrzostwach świata w Cambridge (1978), mistrzostwach świata w Bledzie (1979) i mistrzostwach świata w Monachium (1981) oraz srebro mistrzostwach świata w Amsterdamie (1977). 
Trzykrotna mistrzyni ZSRR. W 1979 uhonorowana tytułem Zasłużonego Mistrza Sportu ZSRR. Odznaczona Medalem „Za pracowniczą dzielność”.